# Allsvenskan i ishockey 1987
Allsvenskan i ishockey 1987 spelades mellan de två bästa lagen från respektive grundserie i Division I 1986/1987. De som inte kvalificerade sig spelade kvar i fortsättningsserierna i Division I. Vinnaren av Allsvenskan gick direkt vidare till Elitserien. Lag två gick direkt till kvalserien från vilken två lag gick vidare till Elitserien. På så sätt utökades Elitserien med två lag till nästa säsong.

## Deltagande lag
| Lag                   | Län                     | Ort       | Serie             |
| --------------------- | ----------------------- | --------- | ----------------- |
| AIK                   | Stockholms län          | Stockholm | Division I Västra |
| Hammarby IF           | Stockholms län          | Stockholm | Division I Västra |
| Rögle BK              | Kristianstads län       | Ängelholm | Division I Södra  |
| Sundsvall/Tunadals IF | Västernorrlands län     | Sundsvall | Division I Norra  |
| Timrå IK              | Västernorrlands län     | Timrå     | Division I Norra  |
| IK VIK Hockey         | Västmanlands län        | Västerås  | Division I Östra  |
| Västra Frölunda HC    | Göteborgs och Bohus län | Göteborg  | Division I Södra  |
| Örebro IK             | Örebro län              | Örebro    | Division I Östra  |

## Förlopp
Allsvenskan blev aldrig särskilt spännande denna säsong. AIK som åkte ur Elitserien förra säsongen hade starka ambitioner att ta sig tillbaka och var för bra för det skulle bli någon dramatik. Med endast en förlorad match (mot Örebro i fjärde omgången) var de klara för avancemang redan innan sista omgången var spelad. Örebro, som var de enda som gjorde AIK motstånd, tog andraplatsen och gick direkt till kvalserien. I botten hamnade de två Medelpadslagen som inte räckte till riktigt. 

## Poängtabell
| Nr | Lag                   | S  | V  | O | F  | GM | IM  | MS  | P  |
| -- | --------------------- | -- | -- | - | -- | -- | --- | --- | -- |
| 1  | AIK                   | 14 | 12 | 1 | 1  | 89 | 45  | +44 | 25 |
| 2  | Örebro IK             | 14 | 11 | 0 | 3  | 77 | 44  | +33 | 22 |
| 3  | Västra Frölunda HC    | 14 | 10 | 0 | 4  | 73 | 40  | +33 | 20 |
| 4  | IK VIK Hockey         | 14 | 7  | 0 | 7  | 54 | 55  | −1  | 14 |
| 5  | Rögle BK              | 14 | 5  | 1 | 8  | 53 | 80  | −27 | 11 |
| 6  | Hammarby IF           | 14 | 4  | 2 | 8  | 49 | 60  | −11 | 10 |
| 7  | Sundsvall/Tunadals IF | 14 | 3  | 2 | 9  | 53 | 71  | −18 | 8  |
| 8  | Timrå IK              | 14 | 1  | 0 | 13 | 48 | 101 | −53 | 2  |